# قزل غوني
قزل غوني (بالإنجليزية: Qezel Guney)‏ هي مستوطنة تقع في قسم اجارود الشمالي الريفي في إيران. يقدر عدد سكانها بـ 65 نسمة .